# Silvija Talaja
Silvija Talaja (Imotski, 14 de janeiro de 1978) é uma ex-tenista profissional croata.